# North La Junta
North La Junta – jednostka osadnicza w Stanach Zjednoczonych, w stanie Kolorado, w hrabstwie Otero.